# Bueño
Bueño —en asturiano, Güeñu, siendo ambas denominaciones oficiales— es un lugar de España, en la parroquia asturiana de Ferreros (Ribera de Arriba). En el año 2012 recibió el Premio al Pueblo Ejemplar de Asturias otorgado por la Fundación Príncipe de Asturias.

## Toponimia
El topónimo oficial del lugar es bilingüe Güeñu/Bueño, en asturiano y castellano, respectivamente. Tanto Xosé Lluis García Arias en su obra Toponimina asturiana como el nomenclátor de la Academia de la Llingua Asturiana, recogen también como topónimo en asturiano Bueñu. Según García Arias, la etimología del topónimo podría ser latina, como adjetivación de un antropónimo (BONIUS), aunque no descarta un origen prerromano a partir de las voces ONNO (corriente de agua) u ONNA (río) por su proximidad al río Nalón y la variante Güeñu.

## Geografía
Se encuentra situado en la vega del río Nalón, en su ribera derecha, a una altitud de 120 m y dista 3 km de Soto de Ribera, capital del concejo.

## Demografía
En el año 2014, Bueño tenía una población empadronada de 130 habitantes, en 87 viviendas familiares (Censo de Población y Viviendas 2001).

### Evolución demográfica
La evolución demográfica del padrón desde el año 2000 hasta el año 2014 es la siguiente:
| 131                                           | 133 | 139 | 135 | 146 | 139 | 137 | 137 | 127 | 126 | 129 | 130 | 129 | 130 | 130 |
| (Fuente: Padrón municipal de habitantes, INE) |     |     |     |     |     |     |     |     |     |     |     |     |     |     |

| Gráfica de evolución demográfica de Bueño entre 2000 y 2014   |
|                                                               |
| - Población según padrón municipal de habitantes. Fuente INE. |

## Pueblo Ejemplar de Asturias
En el año 2012, el pueblo fue galardonado con el Premio al Pueblo Ejemplar de Asturias otorgado por la Fundación Príncipe de Asturias. Según el acta del jurado, el premio fue concedido por haber «sabido sobreponer su condición rural y su cultura tradicional a la presión de un entorno industrial y urbano gracias al esfuerzo compartido, la perseverancia y la iniciativa de todos sus vecinos.»

## Patrimonio cultural
Según las normas subsidiarias de urbanismo para el concejo aprobadas en 1997, forma parte del catálogo de edificios y construcciones de protección integral, en Bueño, la capilla de san Juan de Mata. Y dentro del catálogo de protección de yacimientos arqueológicos una serie de cuevas y covachas del Paleolítico: la cueva de Bueño y
las cuevas de El Mantellar, que incluyen la cueva de Bueño III o El Mantellar; la covacha del Ñeru o cueva El Gatu; y la covacha del Raitán. Posteriormente fueron incluidas en el inventario arqueológico del concejo.
Capilla de San Juan de Mata

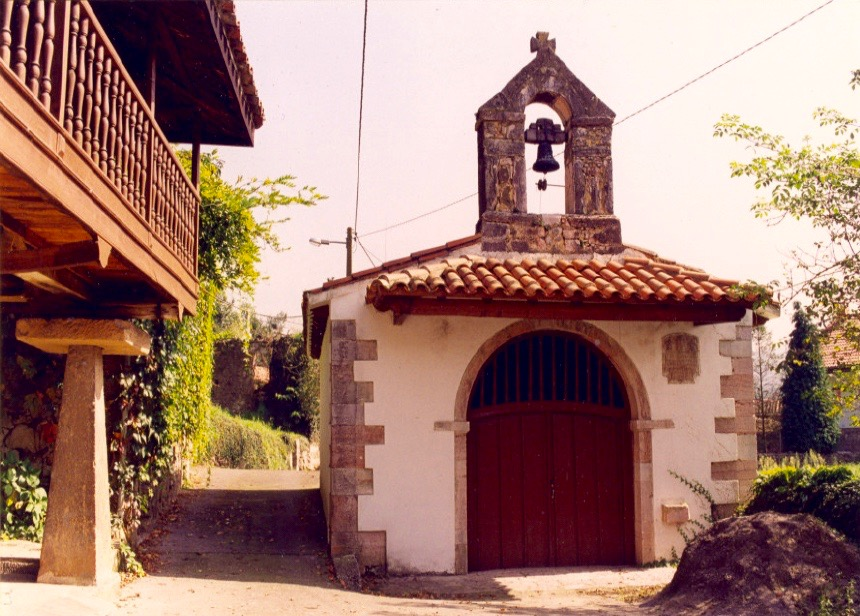
Capilla de San Juan de Mata, en Bueño.

Es de pequeño tamaño, planta rectangular y estilo popular. Según la inscripción presente en su fachada principal, fue construida en el año 1725:

ESTA CAPILLA LA
IZO JVAN LOPEZ
DE bVEÑO DE SU
DEboZION≈≈≈
AÑO DE
1725

### Hórreos
En el pueblo y en sus inmediaciones hay 47 hórreos y paneras, que se reparten en 36 horreos y 10 paneras en el pueblo y uno más en el área recreativa de El Llosalín. Este número hace que sea una de las mayores concentración de estas construcciones agrarias del centro de Asturias. En las inmediaciones de El Llosalín se encuentra el Centro de Interpretación del Hórreo, una instalación museística.

### Otras construcciones
También destaca la Escuela de Niños Graciano Sela, incluida en el Inventario del Patrimonio Cultural de Asturias. Es un conjunto formado por un aula y una vivienda para el maestro dentro del mismo edificio, de planta rectangular. Construida en 1918, es en la actualidad la Casa de Cultura de Bueño.
Existe en Bueño un segmento de Strava que actualmente está siendo lugar de peregrinaje de ciclistas de todos los lugares del país. Dicha subida ha sido propuesta como final de etapa de la Vuelta Ciclista a España.  Sin embargo, desde la organización de la Vuelta, se ha desestimado dicho final por temor a que una afluencia masiva de público pudiera ensombrecer otros puertos clásicos como es la actual subida a l'Angliru.